# Forza Motorsport 5
 (janvier 2024).
Forza Motorsport 5 est un jeu vidéo de course automobile développé par Turn 10 et publié par Microsoft Studios. Le jeu, exclusif à la Xbox One, fait partie des titres de lancement de cette console, il sort le 22 novembre 2013. Le jeu a été mal accueilli par la presse et les joueurs, surtout à cause du nombre de voitures trop inférieur par rapport à l'épisode précédent et à l'intelligence artificielle qui ne fonctionne pas bien.

## Développement
Le titre est aperçu pour la première fois lors d'un Xbox Reveal avec une bande annonce montrant une McLaren P1 Orange et une McLaren F1 argentée engagées dans une course dans les rues de Prague.

## Circuits
| Circuits réels | Circuits réels                      | Circuits réels | Circuits réels      |
| N°             | Nom                                 | Lieu           | Pays                |
| -------------- | ----------------------------------- | -------------- | ------------------- |
| 1              | Indianapolis Motor Speedway         | Indianapolis   | États-Unis          |
| 2              | Sebring International Raceway       | Sebring        | États-Unis          |
| 3              | Mazda Raceway Laguna Seca           | Monterey       | États-Unis          |
| 4              | Road Atlanta                        | Braselton      | États-Unis          |
| 5              | Road America                        | Elkhart Lake   | États-Unis          |
| 6              | Circuit urbain de Long Beach        | Long Beach     | États-Unis          |
| 7              | Circuit de Silverstone              | Silverstone    | Royaume-Uni         |
| 8              | Top Gear Test Track                 | Dunsfold       | Royaume-Uni         |
| 9              | Circuit de Spa-Francorchamps        | Francorchamps  | Belgique            |
| 10             | Circuit de la Sarthe                | Le Mans        | France              |
| 11             | Circuit Yas Marina                  | Île de Yas     | Émirats arabes unis |
| 12             | Mount Panorama Motor Racing Circuit | Bathurst       | Australie           |
| 13             | Circuit de Catalunya                | Barcelone      | Espagne             |
| 14             | Nürburgring                         | Nürburg        | Allemagne           |

Circuits fictifs :
- Prague
- Bernese Alps
- Test Track Airfield